# Католикон
Католико́н (на гръцки: καθολικόν) е главен, основен, общ храм на манастир или манастирски комплекс в съвременна Гърция. Често в манастирите има множество по малки църкви и параклиси, допълващи католикона. Католиконът обикновено се посвещава и носи името на покровителя на манастира.
В късната античност с термина католикон се означава основното помещение на храма – наоса. Във Византия терминът не се използва. В късно и следвизантийския период се използва за означаване на катедралния храм на епархията.